# Talsperre Alberto Lleras
Die Talsperre Alberto Lleras (span. Represa Alberto Lleras, gelegentlich auch als „Guavio-Damm“ bezeichnet) ist eine der weltweit größten Talsperren und befindet sich in Zentral-Kolumbien im Departamento de Cundinamarca. Das 1,3 Milliarden US-Dollar teure Projekt kam Ende der 1990er Jahre mit der finanziellen Unterstützung der Weltbank und der Interamerikanischen Entwicklungsbank zustande. Die Talsperre wurde nach Alberto Lleras Camargo, einem ehemaligen Präsidenten des Landes (1945–1946), benannt. Der Damm befindet sich 70 Kilometer östlich der Hauptstadt Bogotá in der kolumbianischen Ostkordillere am Río Guavio im Einzugsgebiet des Orinoco. Bauherr und Eigentümer der zur Stromerzeugung gebauten Stauanlage ist Empresa de Energía de Bogotá (EEB).

## Talsperre
Die 1989 fertiggestellte Talsperre staut den Río Guavio auf einer Länge von 16 km. Sie besteht aus einem 243 m hohen Steinschüttdamm. Die Kronenlänge beträgt 390 m. Das Bauwerksvolumen beträgt 17,755 Mio. m³. Die Hochwasserentlastungsanlage besteht aus zwei Tunneln, 427 m und 461 m lang, die jeweils 2100 m³/s abführen können.

## Stausee
Der Guavio-Stausee (span. Embalse del Guavio) besitzt eine Wasserfläche von 1344 ha. Das Stauziel liegt bei etwa 1630 m. Der niedrigste Wasserspiegel für den Betrieb des Kraftwerks liegt bei 1598 m. Das Speichervolumen beträgt 1047 Mio. m³, der nutzbare Stauraum liegt bei 787 Mio. m³. Der Stausee wird von den Flüssen Río Gachetá, Río Murca und Río Santa Barbara gespeist. Ferner wird Wasser vom Oberlauf der beiden nahe gelegenen Flüsse Río Chivor und Río Batatas über eine 2190 m bzw. 2330 m lange unterirdische Rohrleitung dem Stausee zugeführt. Am südlichen Seeufer liegt die Gemeinde Gachalá. Das natürliche Einzugsgebiet umfasst eine Fläche von etwa 1200 km².

## Wasserkraftwerk
Vom Stausee wird das Wasser über ein Einlaufbauwerk abgeleitet. Das Wasser wird über einen etwa 13,5 km langen Tunnel einer Ausgleichskammer (319 m lang; Durchmesser: 8,4 m) zugeführt. Über ein Wasserschloss (545 m hoch) sowie einem 1,4 km langen Druckstollen erreicht das Wasser schließlich das unterirdisch gelegene Wasserkraftwerk Guavio (span. Central hidroeléctrica del Guavio ⊙). Das Kavernenkraftwerk besitzt einen 234 m langen, 17 m breiten sowie 35 m hohen Maschinenraum sowie eine 201 m lange, 14 m breite und 21 m hohe Kammer für die Transformatoren. Der Maschinenraum ist für 8 Einheiten ausgelegt. Es wurden jedoch nur 5 Einheiten eingebaut. Jede Einheit verfügt über eine Pelton-Turbine mit einer Leistung von 242,6 MW. Die installierte Gesamtleistung liegt somit bei 1213 MW. Die durchschnittliche Jahresenergieproduktion beläuft sich auf 5890 GWh. Die Fallhöhe beträgt 1050 m. Unterhalb des Kraftwerks wird das Wasser über einen 5,3 km langen Ableitungstunnel (⊙) dem Fluss Río Guavio wieder zugeführt.
Das Wasserkraftwerk wurde 1990 in Betrieb genommen.

## Erdrutsch
Beim Bau der Talsperre gab es einen schweren Unfall. Ein Erdrutsch verschüttete zwischen 150 und 200 Arbeiter. Während der Rettungsarbeiten wurden von einem weiteren Erdrutsch auch Helfer verschüttet. Sie wurden begraben, als am Abend des 28. Juli 1983 mehrere massive Felsrutsche von insgesamt 60.000 Kubikmetern Erde auf sie fielen. Im Inneren wurden 138 Arbeiter begraben, weitere 40 Arbeiter kamen zu Tode, als die Busse, in denen sie saßen, von Steinschlägen eingeschlossen wurden. Ungefähr 20 Anwohner, die auf die eine oder andere Weise die Arbeit unterstützten, kamen ebenfalls in den Tunneln ums Leben. Nur die Hälfte der Todesopfer wurde geborgen.